# Saad Abdul-Amir
Saad Abdul-Amir (en árabe: سعد عبدالامير لعيبي الزيرجاوي‎ Bagdad, Irak; 19 de enero de 1992) es un futbolista de Irak que juega en la posición de centrocampista con el Al-Zawraa de la Liga Premier de Irak.

## Carrera

### Club
| Periodo   | Club            |
| --------- | --------------- |
| 2008-2010 | Al-Karkh SC     |
| 2010-2015 | Erbil SC        |
| 2015–2017 | Al-Qadisiyah FC |
| 2017      | Al-Ahli FC      |
| 2017–2018 | Al-Shabab FC    |
| 2018–2021 | Al-Shorta SC    |
| 2021–     | Al-Zawraa       |

### Selección nacional
Jugó para Irak en 79 ocasiones de 2010 a 2022 y anotó 4 goles; ganó la medalla de bronce en los Juegos Asiáticos de 2014 y participó en los Juegos Olímpicos de Río de Janeiro de 2016 y en dos ediciones de la Copa Asiática.

## Logros

### Club
- Iraqi Premier League: 2011–12, 2018-19
- Iraqi Super Cup: 2019, 2021

### Individual
- Futbolista Iraquí de la década: 2010–2019
- Mejor gol de temporada: 2019–20

## Estadísticas

### Goles con selección nacional
| #  | Fecha     | Sede                            | Rival     | Marcados | Resultado | Torneo                                               |
| -- | --------- | ------------------------------- | --------- | -------- | --------- | ---------------------------------------------------- |
| 1. | 8-10-2013 | Saida Municipal Stadium, Beirut | Yemen     | 1–1      | 1–1       | Amistoso                                             |
| 2. | 6-10-2016 | Saitama Stadium, Saitama        | Japón     | 1–1      | 1–2       | Clasificación para la Copa Mundial de Fútbol de 2018 |
| 3. | 18-3-2017 | Azadi Stadium, Tehran           | Irán      | 1–0      | 1–0       | Amistoso                                             |
| 4. | 31-8-2017 | Rajamangala Stadium, Bangkok    | Tailandia | 2–1      | 2–1       | Clasificación para la Copa Mundial de Fútbol de 2018 |